# Shenyang Aircraft Corporation
Шэньянская авиастроительная корпорация (англ. Shenyang Aircraft Corporation, сокращённо SAC; кит. трад. 瀋陽飛機公司, упр. 沈阳飞机公司, пиньинь Shěnyáng fēijī gōngsī, палл. Шэньян фэйцзи гунсы) — китайский производитель гражданских и военных самолётов (в том числе истребителей пятого поколений), а также двигателей и пассажирских автобусов, дочернее предприятие государственного холдинга AVIC. Штаб-квартира расположена в Шэньяне (провинция Ляонин).

## История
Первое авиационное производство в Шэньяне было развёрнуто в 1938 году, в марионеточном государстве Маньчжоу-Го. С 29 июня 1951 года предприятие известно под названием «государственный завод № 112». С 1953 года завод является одним из основных производителей самолетов в КНР. Ряд авиазаводов в Китае были основаны с помощью сотрудников Шэньянской авиастроительной корпорации.
С 2009 года по контракту с компанией Cessna производит лёгкие спортивные самолеты Cessna 162 Skycatcher.

## Продукция

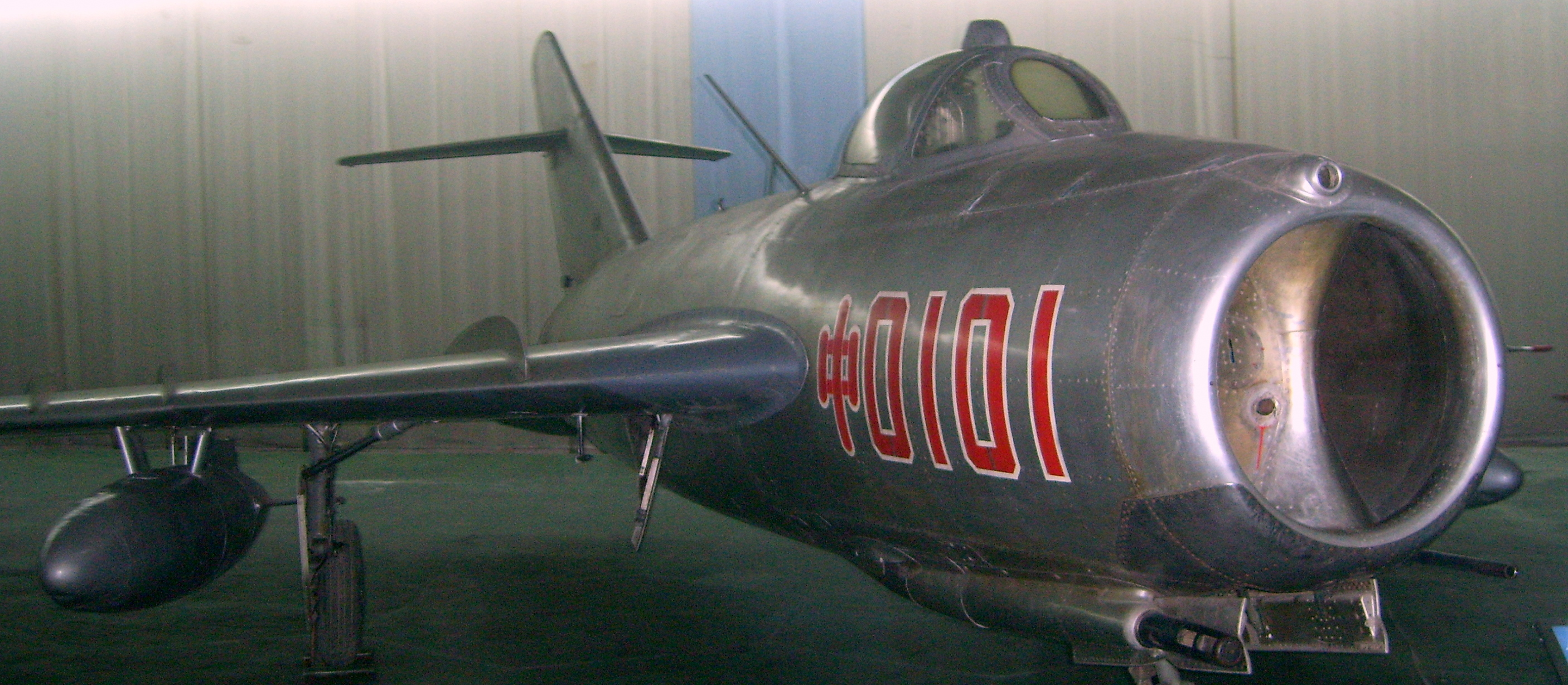
Shenyang J-5

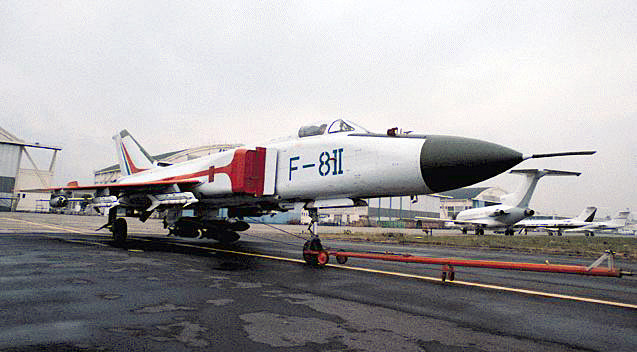
Shenyang J-8

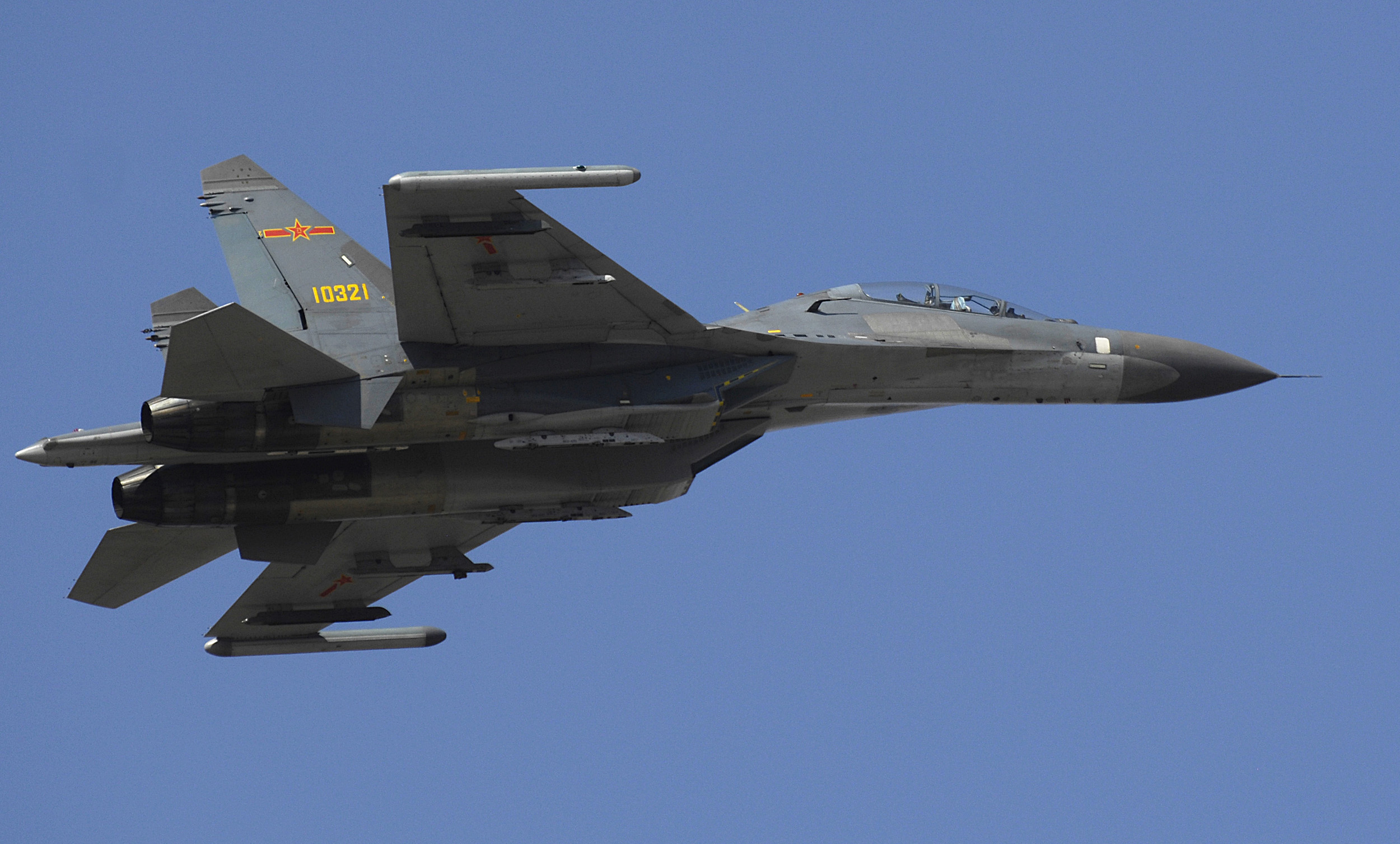
Shenyang J-11

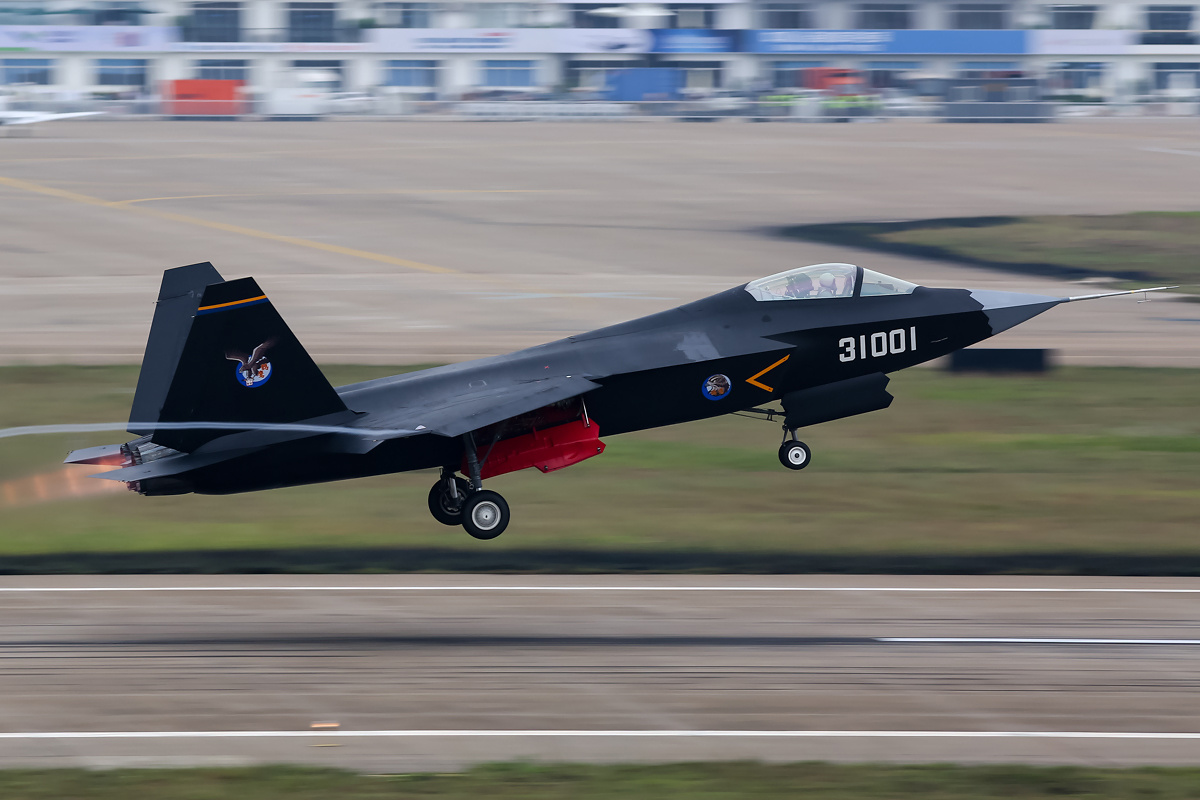
Shenyang J-31

Разработка истребителей и ударных БПЛА ведётся в НИИ № 601, сборка происходит на авиастроительном заводе № 112.

### Истребители
- Shenyang J-2 — китайский вариант МиГ-15
- Shenyang J-5 — китайский вариант МиГ-17
- Shenyang J-6 — китайский вариант МиГ-19
- Chengdu J-7 — китайский вариант МиГ-21
- Shenyang J-8 — истребитель 3-го поколения собственной разработки
- Shenyang J-11 — китайский вариант Су-27
- Shenyang J-15
- Shenyang J-16
- Shenyang J-31 — средний истребитель пятого поколения

### Бомбардировщики
- Xian H-6 — китайская лицензионная копия советского реактивного бомбардировщика Ту-16
- Nanchang Q-5 — штурмовик, представляющий собой глубокую модернизацию Shenyang J-6, китайской лицензионной копии МиГ-19

### БПЛА
- Многоцелевой БПЛА «Гунцзи-11» «Лицзянь» («Острый меч»)

### Гражданские лайнеры
- ACAC ARJ21 Xiangfeng — совместный проект с компанией COMAC

### Авиация общего назначения
- Shenyang type 5 — китайская версия Як-12
- Cessna 162 Skycatcher

### Двигатели
- Турбовентиляторный двигатель WS-10[англ.] Taihang
- Турбореактивный двигатель WP-14 Kunlun
- Турбовентиляторный двигатель WS-20[англ.]